# 서던 오리건 대학교
서던 오리건 대학교(Southern Oregon University, SOU)는 미국 오리건주 애슐랜드에 위치한 공립 대학이다. 1872년에 '애슐랜드 아카데미'(Ashland Academy)라는 교명으로 설립되었으며 1926년부터 현재의 위치에 있으며 1997년 현재의 교명 '서던 오리건 대학교'로 불리기까지 9개의 다른 이름으로 불렸다. 캘리포니아주와 오리건주 경계를 이루는 지점에서 약 14마일 떨어진 애슐랜드 캠퍼스의 면적은 175 에이커에 이른다.